# ガルデーナ・ロンダ・エクスプレス
ガルデーナ・ロンダ・エクスプレス（伊・英: Gardena Ronda Express）は、イタリア共和国トレンティーノ＝アルト・アディジェ州ボルツァーノ自治県サンタ・クリスティーナ・ヴァルガルデーナ近くのヴァル・ガルデーナにあるフニクラーである。
当フニクラーは、コル・ライザー (Col Raiser) のリフトとサスロン (Saslong)／ルアチア (Ruacia) およびチャンピノーイ (Ciampinoi) のリフトを結んでいる。

## 歴史
1990年に建設計画が開始され、建物を避けるために軌道が若干変更された後、2003年に建設が開始された。
2004年に当路線が開業したことにより、鉄道（1960年にヴァル・ガルデーナ鉄道が廃止）がなくなってから約40年後に、再び渓谷に列車が戻ってきている。

## 列車
当システムでは、2つのフニクラーが運行されている。
両方ともガングロフ社 (Gangloff AG) によって建造されており、ケーブルシステムはライトナー・ロープウェイズ (Leitner Ropeways) およびポマ・イタリア (Poma Italy) によって製造されている。
フニクラー列車は、それぞれ4両の座席車両であり、約10座席および約25立席の定員数となっている。
総定員数は、1列車当たり140名である。
列車は、長さ15.5メートル (50 ft 10.2 in)および幅2.3メートル (7 ft 6.6 in)であり、重量15,500 kg (34,200 lb)となっている。

## 軌道
全線がトンネル内を走行しており、2つのゴンドラリフトおよびリフト介して2ヶ所のスキーリゾートを結んでいる。
最大速度は36 km/h (22 mph)であり、勾配は100パーミル（10パーセント）である。
1ヶ所の終点から他の場所まで、1時間当たり2,000人を輸送することができる。